# 합살루

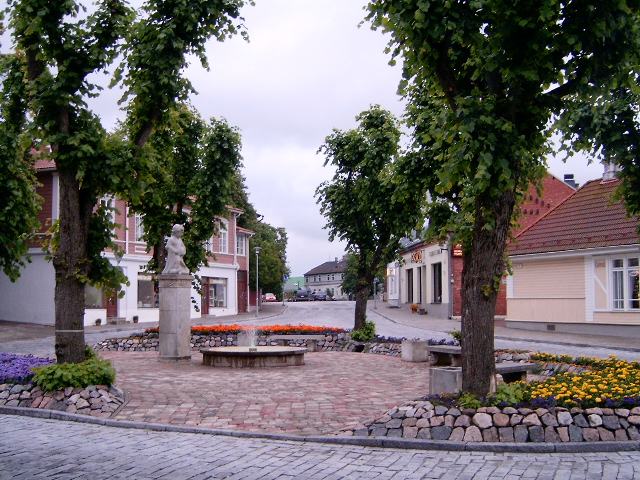
합살루

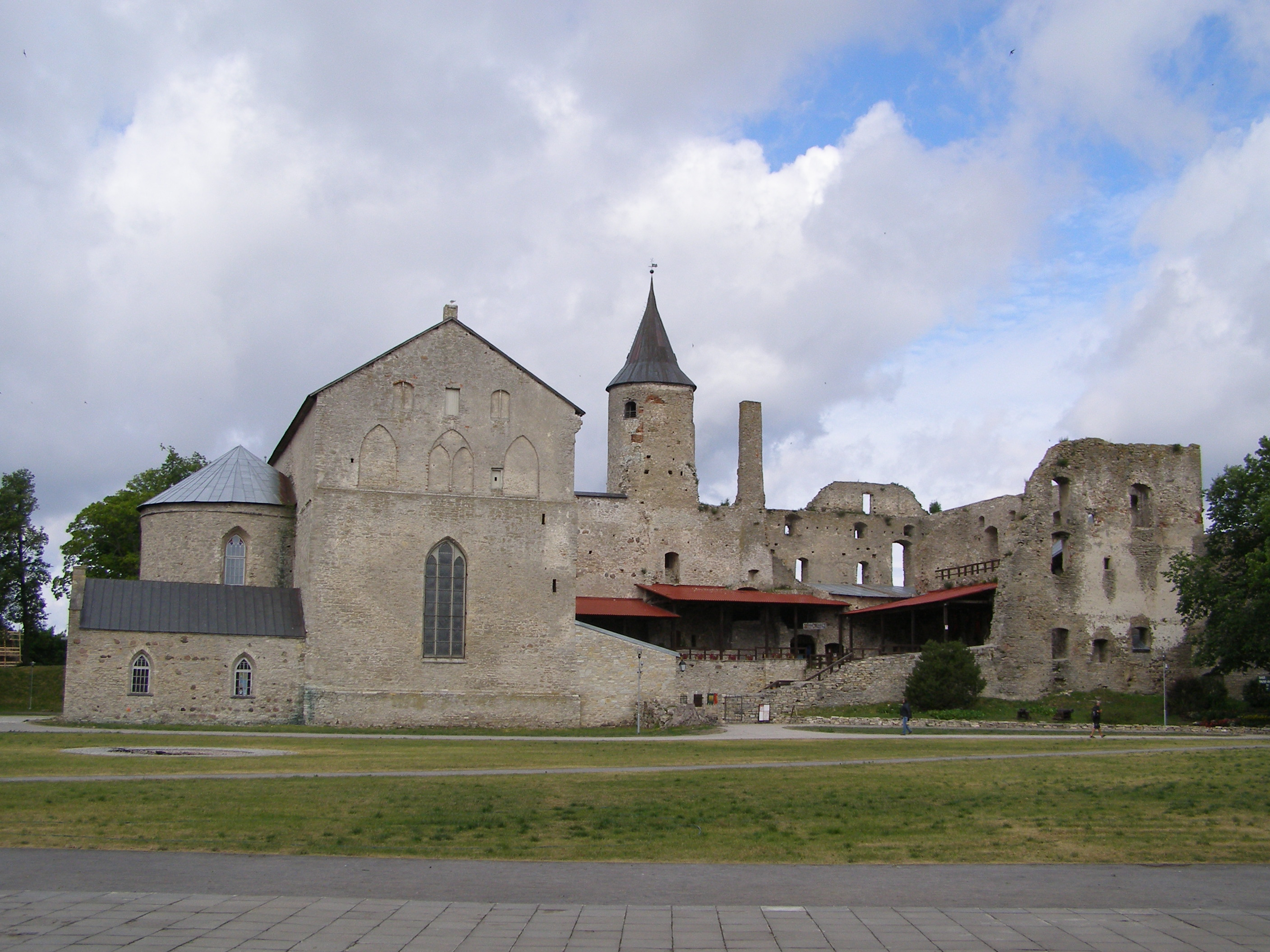
합살루 성

합살루(에스토니아어: Haapsalu, 독일어와 스웨덴어: Hapsal, 핀란드어: Haapasalo)는 에스토니아 서부 연안에 위치한 도시로 래네 주의 주도이며 면적은 10.59km2, 인구는 11,618명(2010년 1월 1일 기준), 인구 밀도는 1,100명/km2이다. 맑은 경치와 아름다운 해안선, 질병 치료에 효과가 있는 진흙으로 유명한 휴양 도시이며 "발트해의 베네치아(베니스)"라는 별칭으로 부르기도 한다.
1279년 사레-래네 주교구의 중심지가 되었고 나중에 합살루 성이 건설되었다. 바다에 있는 진흙은 오래전부터 질병 치료에 효과가 있는 것으로 알려져 있었지만 1825년 러시아 제국의 군의관이 상트페테르부르크에 거주하던 귀족들에게 보고한 것을 계기로 전 세계인들 사이에서 질병 치료를 위한 여름 휴양지로 널리 알려지게 된다.
13세기에 스웨덴인이 이주한 뒤부터 도시 전체 인구의 다수를 차지했지만 1944년 스웨덴인 대부분이 에스토니아를 떠났다. 도시에 거주하는 여자들이 짠 숄로 유명하다.

## 사진

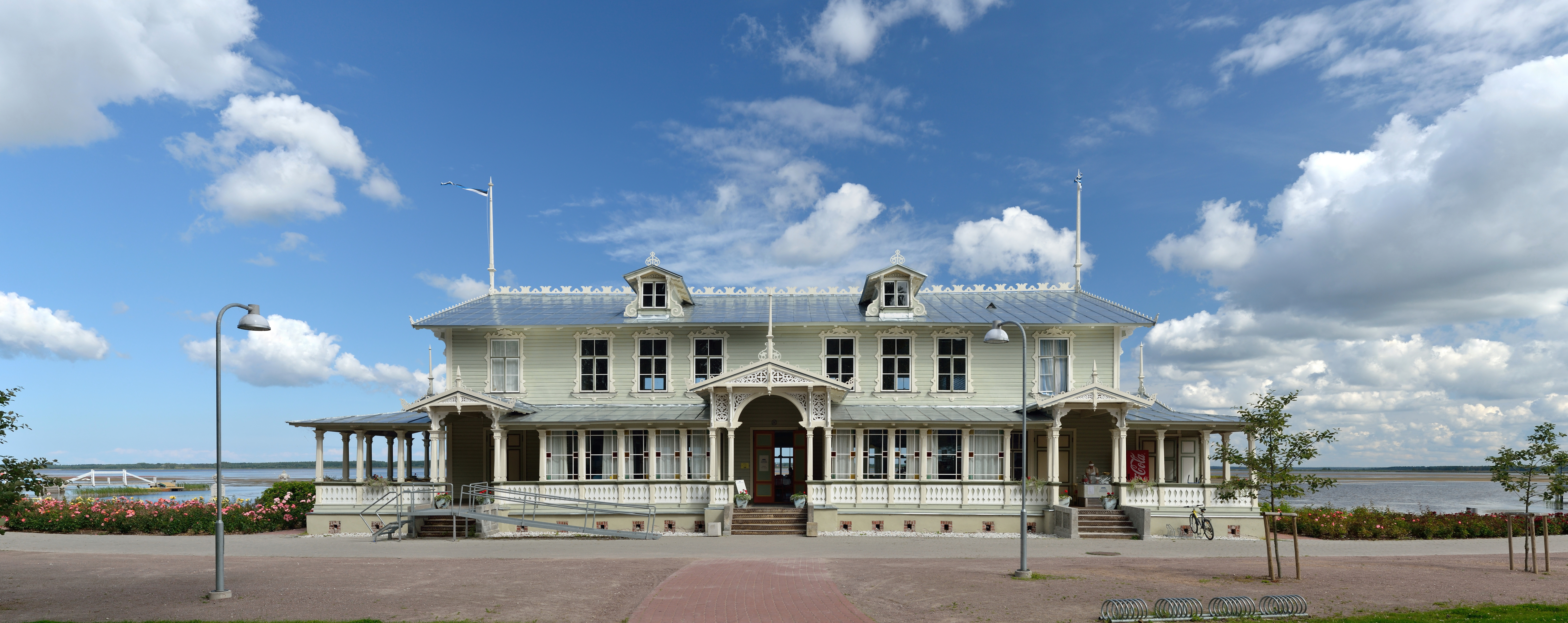
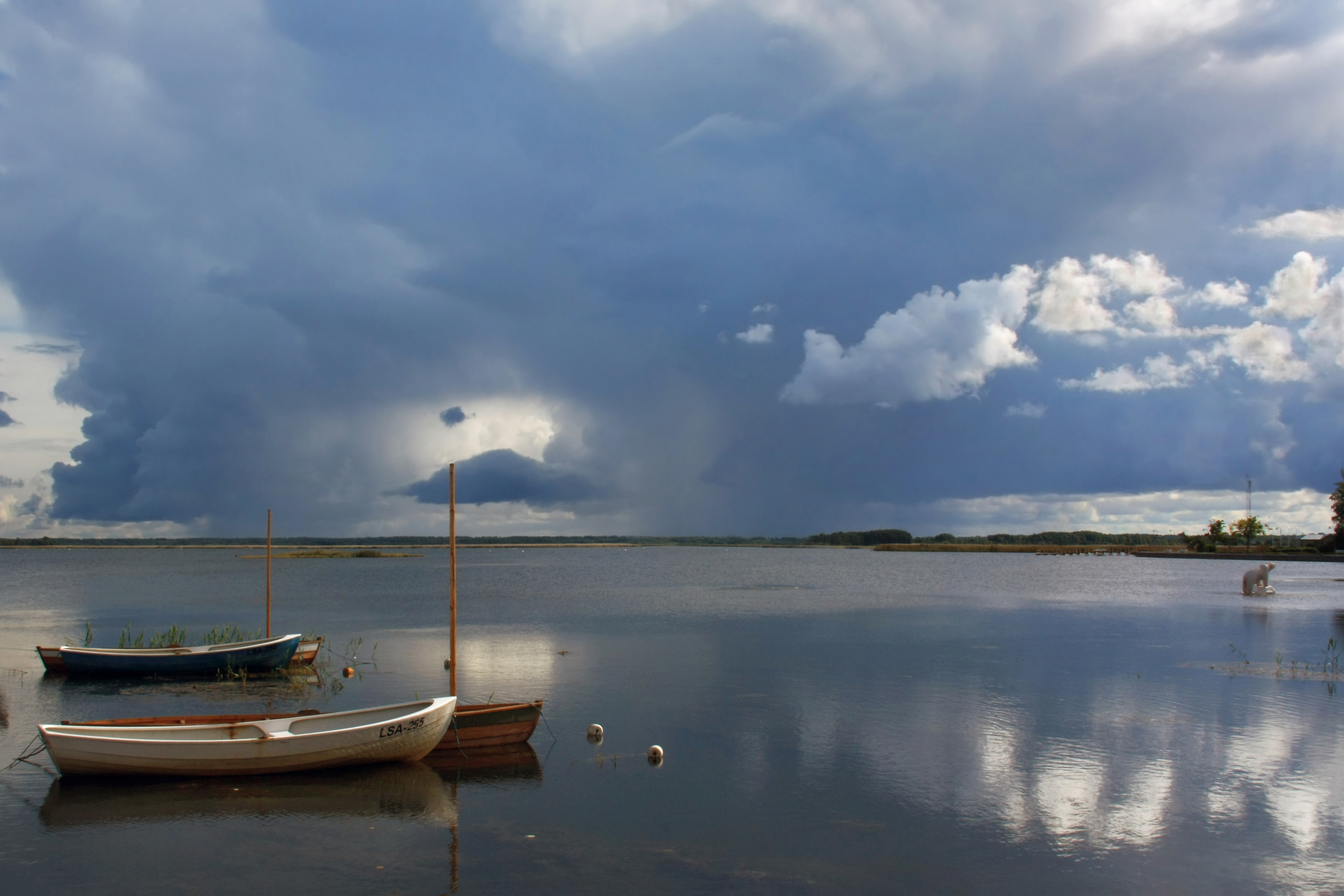
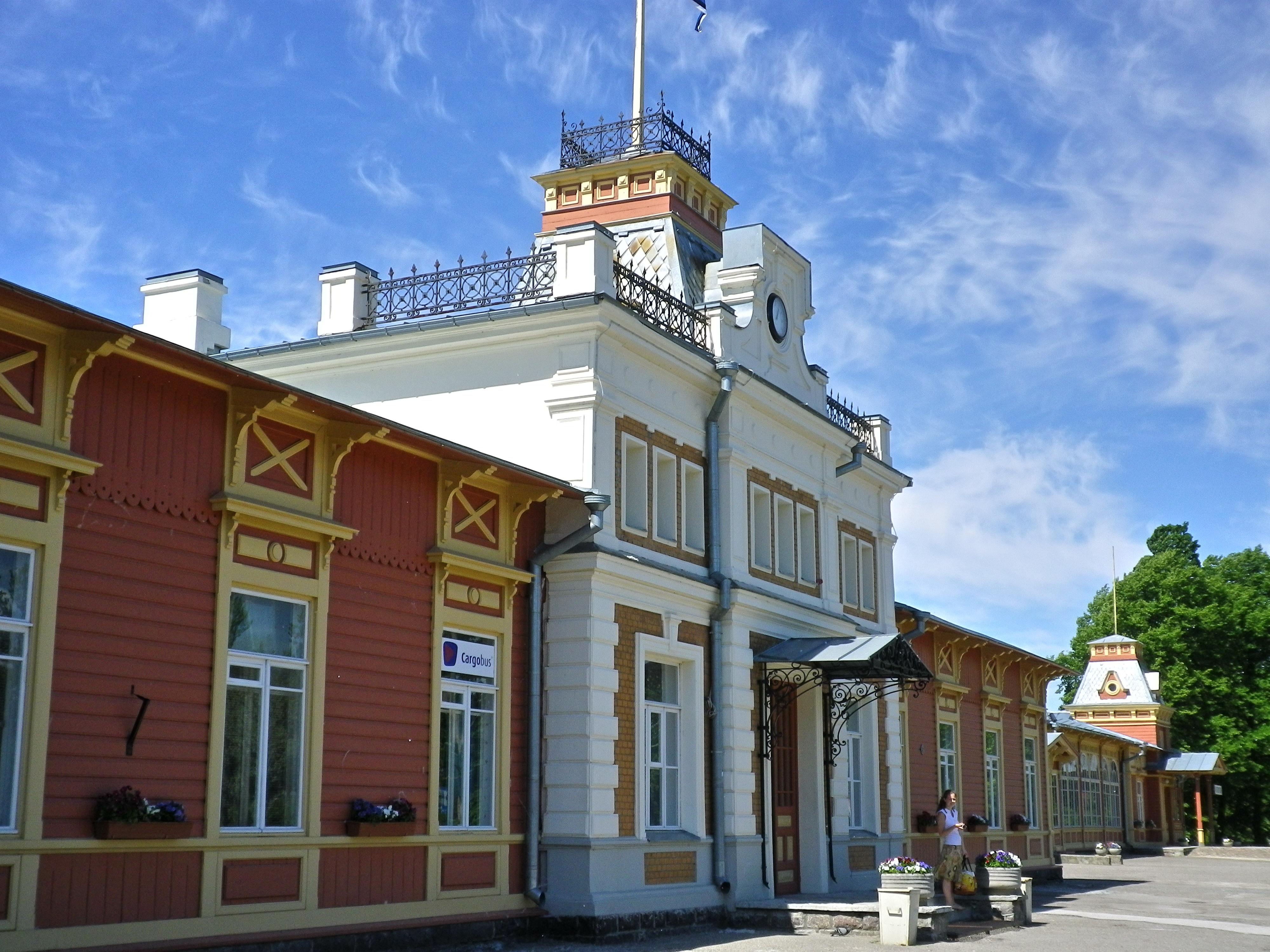

## 자매 도시
- 러시아 보로비치
- 팔레스타인 베들레헴
- 독일 렌츠부르크
- 우크라이나 우만
- 스웨덴 에스킬스투나
- 스웨덴 하닝에
- 핀란드 로비사
- 핀란드 항코
- 포르투갈 푼당
- 이탈리아 그레베인키안티